# ثينا ثورليفسن
ثينا نيلسين ثورليفسن (بالنرويجية البوكمول: Thina Thorleifsen)‏ (1885-1959)، سياسية نرويجية كانت ناشطة في الحركة النسائية وعضوًا بارزًا في رابطة الطبقة العاملة من النساء منذ عام 1910 ورئيستها في عام 1915. أصبحت بعد انضمامها إلى حزب العمل عضوًا قياديًا في الاتحاد النسائي لحزب العمل النرويجي منذ عام 1918، وبقيت في المناصب الرئيسية حتى عام 1953.

## حياتها
ولدت في 17 كانون الثاني/ يناير عام 1885 في هوكسوند أوفر إيكير، وهي ابنة ثورليف أولسن (مواليد 1846) وشريكته إنجبورج (مواليد 1851). أصبحت في السابعة عشرة من عمرها خادمة في منزل الشاعر بير سيفيل الذي أيقظ اهتمامها بالسياسة. انتقلت بعد ذلك إلى كريستيانيا حيث كانت خادمة في منزل السياسي كير كريب. شاركت في عام 1907 بمظاهرة في سانت هانشاوجن حيث عاشت روح التماسك القوية للعمال، وقالت لاحقًا: «أدركت حينها أنني مستعدة للانضمام إلى الحركات العمالية».
أصبحت عضوًا في رابطة الطبقة العاملة من النساء في عام 1910، وشغلت منصب رئيستها في عام 1915. وعندما انضمت الرابطة إلى حزب العمال، انضمت ثينا إلى اللجنة التنفيذية للاتحاد النسائي للحزب. عندما تقاعدت هانا أدولفسن في عام 1918 بسبب ظروفها الصحية أصبحت ثورليفسن قائدةً للاتحاد. انتُخِبَت في العام نفسه كنائبة لعضوية اللجنة المركزية لحزب العمل، وكانت عضوًا كامل العضوية في الفترة من 1919 إلى 1923. أنشأت ثورليفسن مع سيغريد سيفرتسن الأمانة العامة للمرأة في حزب العمل في عام 1923 كاستجابة مباشرة لقيادة الحزب. شغلت ثورليفسن منصب سكرتيرة دائمة تحت رئاسة سيفرتسن حتى عام 1953، وكانوا دائمًا في خدمة مصالح الحزب. يُعزَى نجاحها في السياسة بشكل أساسي لقدراتها التنظيمية وخطابها العام. استمرت ثورليفسن في دعم الحركة بإخلاص حتى أُجبرت على التقاعد لأسباب صحية. عملت ثورليفسن أيضًا كعضو في مجلس مدينة أوسلو من عام 1932 إلى عام 1934.
كتبت ثورليفسن جنبًا إلى جنب مع سيغريد سيفرتسن كتاب «النساء في ساحة القتال: قصة الحركة النسائية لحزب العمل»، وهو المرجع التاريخي الشامل الوحيد للاتحاد النسائي التابع لحزب العمال.